# Skelettine

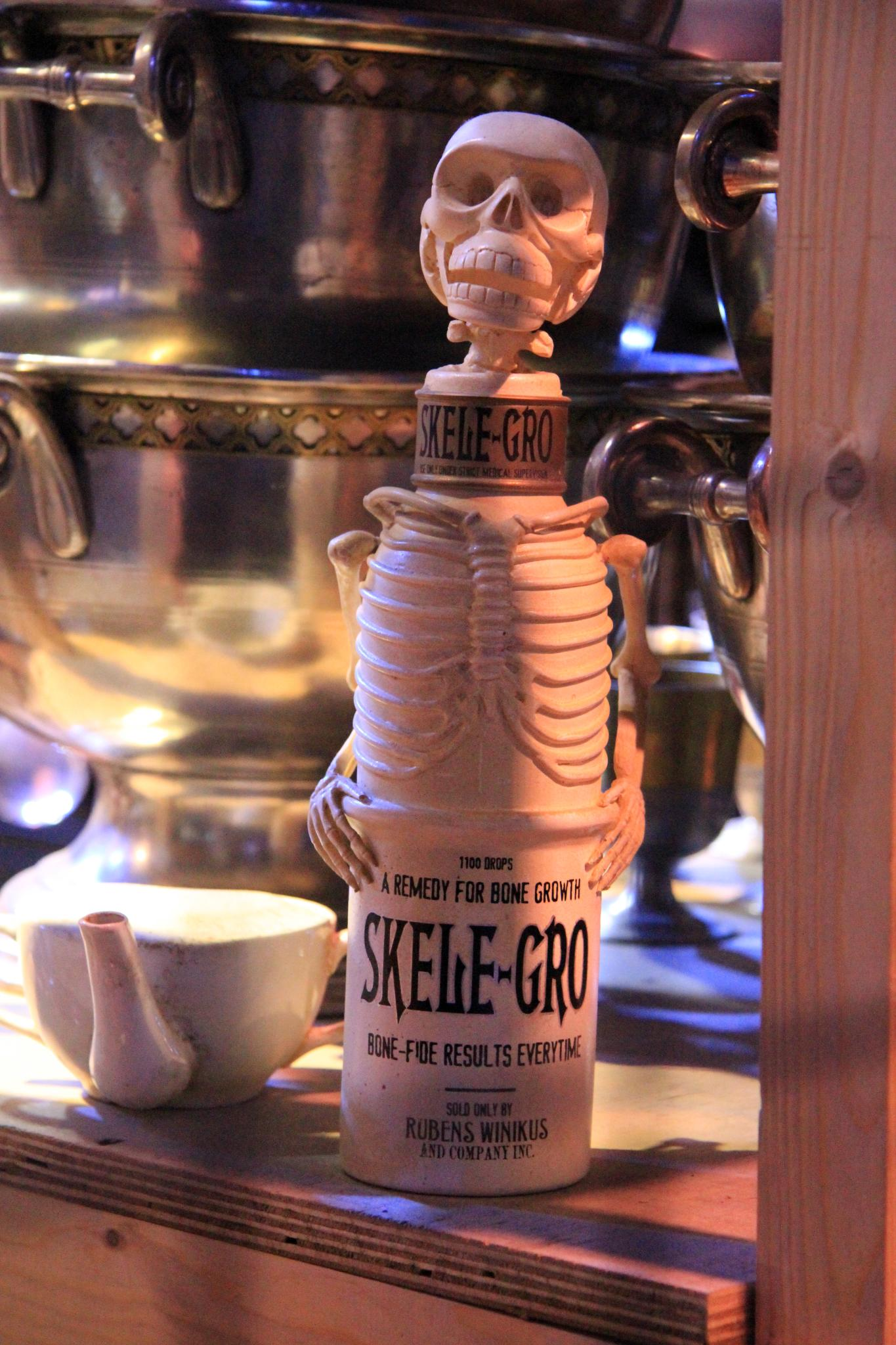
Een flesje Skelettine

Skelettine (Engels: Skele-Gro) is een toverdrank in de Harry Potter-reeks van de Britse schrijfster J.K. Rowling. Het is een drankje dat verwijderde botten weer terug laat groeien en gebroken botten repareert. Harry Potter krijgt van madame Plijster dit drankje toegediend in het tweede boek. De naam van de drank is makkelijk te verklaren: Skelet slaat op het terugkomen van de verdwenen botten. De ingrediënten en de bereidingswijze van Skelettine zijn onbekend, ook in de magische samenleving.

## Effect
Skelettine staat bekend om zijn pijnlijke en langzame uitwerking. Drinkers krijgen last van steken op de plekken waar de verdwenen botten weer aangroeien en hebben het gevoel dat hun tong en verhemelte in brand staan. Meestal (wanneer er één tot vier botten zijn verdwenen) heb je aan een beker genoeg, maar hoe méér botten er zijn verdwenen, hoe meer bekers er moeten worden opgedronken. Soms kan het wel 8 uur duren voordat de botten zijn teruggegroeid. Wanneer het drankje de botten heeft laten teruggroeien, kan de drinker gewoon weer zijn botten gebruiken, al moeten ze soms wat langer op hun ziekenzaal blijven liggen door de pijn van de uitwerking van het drankje.

## Voorkomen in de boeken
In het tweede deel speelt Harry met zijn Zwerkbalteam een Zwerkbalwedstrijd tegen Zwadderich. Wanneer Harry vol op zijn rechterarm wordt geraakt door een behekste Beuker, breekt zijn arm, net als hij de Snaai uit de lucht heeft opgevangen, en valt hij van hij van zijn bezem. Gladianus Smalhart is er snel bij en spreekt de Bracchium Emmendo-spreuk uit over Harry's arm, tegen Harry's wil. Wanneer deze spreuk goed wordt uitgesproken, helen de botten zich weer. Maar omdat Smalhart een charlatan was en de spreuk verkeerd formuleerde, heelden Harry's botten niet, maar verdwenen ze juist. Harry werd afgevoerd naar de Ziekenzaal en madame Plijster gaf hem Skelettine om de 33 verdwenen botten terug te laten groeien.
In het zevende boek raakt Grijphaak gewond tijdens de ontsnapping uit Villa Malfidus. Wanneer hij verblijft in de Schelp, het huis van Bill Wemel en Fleur Delacour, krijgt Grijphaak Skelettine toegediend van Fleur, die een behoorlijke voorraad heeft.